# STV Black Jack
Le STV Black Jack est un brick-goélette  canadien. Il est exploité par la Bytown Brigantine, Inc. , un organisme de bienfaisance de la jeunesse d'Ottawa. Il navigue comme navire-école sur la rivière des Outaouais, entre le Yacht Club d'Ottawa et Quyon. Son sister-ship, le STV Fair Jeanne, est également utilisé par ce même organisme sur les Grands Lacs.
Son port d'attache actuel est le Yacht Club Britannia  à Ottawa.

## Histoire
Ce bateau était à l'origine un remorqueur d'exploitation forestière sur la rivière Upper Ottawa et était basé à Quyon, Québec. Il a été construit en Écosse en 1904 et portait le nom de G.B. Pattee.
Abandonné après la Seconde Guerre Mondiale, il est acquis par le capitaine Thomas G. Fuller (en) en 1952. Le navire a été reconverti en brick-goélette en 1953 en prenant de nom de Black Jack. Il a d'abord servi de yacht familial durant de nombreuses années, jusqu'à la construction de son jumeau en 1982 le Fair Jeanne. Plutôt que de voir le Black Jack voué à la destruction, le fils du capitaine Fuller, Simon Fuller fait rééquiper le navire dans l'intention de  l'utiliser comme navire de formation à la voile.
Le navire-école fait ses débuts en 1983 et  assiste, durant l'été 1984, au 450e anniversaire de l'arrivée de Jacques Cartier à Québec avec beaucoup d'autres grands navires internationaux. Depuis, le STV Black Jack navigue sur la rivière des Outaouais où il est l'attraction principale du Black Jack Island Adventure Camp .
En 2004, Black Jack a célébré son centenaire anniversaire. Son Excellence Adrienne Clarkson, alors gouverneur général du Canada, a rebaptisé le Black Jack au Britannia Yacht Club et a aidé l'association Bytown Brigantine souhaitant que le navire puisse encore assurer du service durant les 100 prochaines années auprès des jeunes de la région d'Ottawa.

## Black Jack Island Adventure Camp
Le STV Black Jack officie durant les camps d'été pour la formation à la voile des jeunes de 12 à 15 ans  sur la rivière des Outaouais. Ce camp est basé sur un domaine privé dans l'île de Fitzroy Harbour, Ontario (en). Les participants travaillent en étroite collaboration avec l'équipage pour apprendre tous les aspects de matelotage, de hisser les voiles et l' apprentissage de la navigation de base.
L'île est aussi utilisé pour enseigner les campeurs des autres aspects de la voile, de la navigation et le travail d'équipe. Ils dorment  soit à bord du Black Jack ou sur un baraquement flottant amarré à l'île.
Le Black Jack est soutenu par deux baleiniers de la marine et deux barges. Les deux baleiniers, Agnes Irving et Alan E. Jacques de plus de 8 m de long, ont deux mâts avec voile traditionnelle et des rames.
Deux barges sont amarrées à l'île pendant les mois d'été. Le Stanley Carson Bunk Barge est un baraquement de l'exploitation forestière authentique qui a été utilisé par les bûcherons sur la rivière des Outaouais. La seconde barge est équipée en cuisine et transport de matériel.
Une péniche de deux étages propose un hébergement et des équipements de cuisine pour un maximum de 30 personnes.